# Коста Бекяров
Коста Траянов Бекяров е български революционер, малешевски войвода на Вътрешната македоно-одринска революционна организация.

## Биография
Бекяров е роден в малешевското село Русиново, тогава в Османската империя. Влиза във ВМОРО и става войвода в Малешевско. През лятото на 1906 година в местността Църнел в Малешевско разбива двадесетчленна сръбска чета, като в сражението падат десет сръбски четници. Бекяров загива в сражение в местността Сливница, Малешевско, в 1907 година.